# (3278) Běhounek
(3278) Běhounek est un astéroïde de la ceinture principale.

## Description
(3278) Běhounek est un astéroïde de la ceinture principale. Il fut découvert le 27 janvier 1984 à l'Observatoire Kleť par Antonín Mrkos. Il présente une orbite caractérisée par un demi-grand axe de 3,22 UA, une excentricité de 0,01 et une inclinaison de 9,7° par rapport à l'écliptique.

## Compléments